# Newport (comté de Mayo)
Pour les articles homonymes, voir Newport.
Newport (en irlandais : Baile Uí Fhiacháin) est une ville du comté de Mayo en république d'Irlande.
La ville fut fondée par les quakers. 
Le grand-père paternel de la princesse Grâce de Monaco en était originaire et la princesse avait acquis la maison natale de celui-ci.